# 牛鬥橋

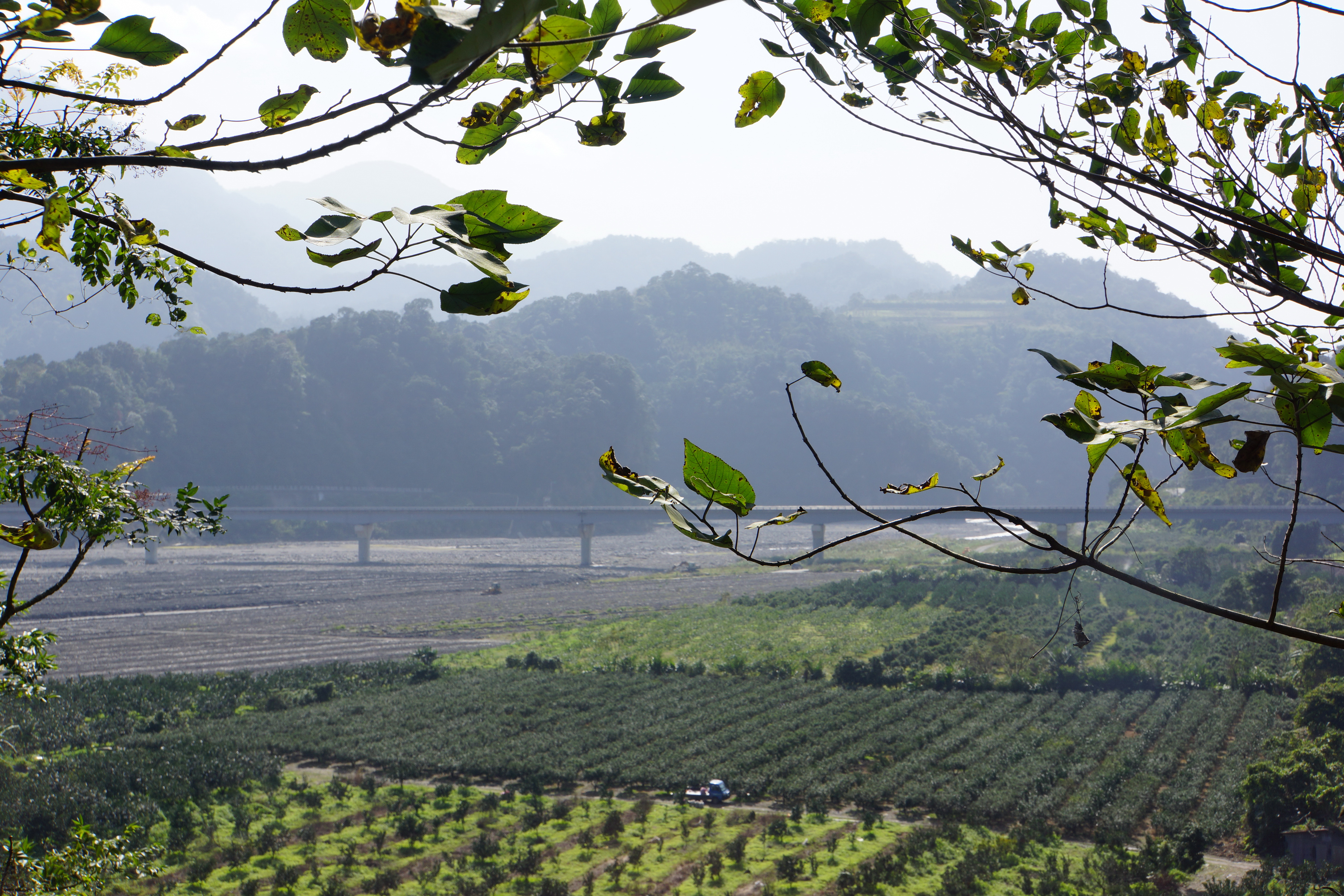
牛鬥橋跨越蘭陽溪

牛鬥橋，舊名牛鬪橋，臺灣公路橋樑之一，位於宜蘭縣三星鄉之西南境，橫跨蘭陽溪，緊鄰東岸之牛鬥聚落。其位置也是連接台7線與台7丙線二條道路的橋樑，位於台7線（北橫公路）95.5公里處與台7丙線交界處。該橋是羅東鎮與三星鄉二地通往對岸之大同鄉各地，也是通往鄰近縣市－桃園市復興區與台中市梨山地區一座重要橋樑。
其橋名取自當地的地形受於雪山山脈與中央山脈為蘭陽溪從中切過，使二岸地形突出而狀似兩牛對峙般相鬥，故得名「牛鬥」，該橋東岸的牛鬥聚落亦取於此。

## 歷史
牛鬥舊橋係於1963年興建，由於橋齡將近50年，橋址又正好位於蘭陽溪河道最窄之束縮沖刷處，每遇颱風豪雨侵襲，河道沖刷橋墩致牛鬥橋履成為危橋。於是在1995年於原舊橋址左側另闢一座長256公尺、寬5公尺的橋梁。2005年泰利颱風侵襲，蘭陽溪河水暴漲，造成下游側橋墩下陷及橋台路基掏空以及上游側橋墩傾斜，致牛鬥橋封閉通行，造成用路人不便，故公路總局辦理改建。2009年7月6日開工，選址於下游200公尺處興建新橋，2010年9月18日完工通車。改建後的牛鬥新橋全長547.5公、最大跨徑75公尺、淨寬12公尺，並設有雙向車道及外側設有機車優先道。

## 另見
- 牛鬥車站

## 延伸閱讀
- 趙興華. . 交通部公路總局. 2011年. ISBN 978-986-02-9811-6 （中文（臺灣））.